# Ülde
Ülde es una localidad situada en el municipio de Põhja-Sakala, en el condado de Viljandi, Estonia. Según el censo de 2021, tiene una población de 173 habitantes.
Está ubicada al norte del condado, al noroeste del lago Võrtsjärv y cerca de la frontera con los condados de Pärnu y Järva.